# كارلوس كويفاس
كارلوس كويفاس (بالإسبانية: Carlos Cuevas)‏ هو ممثل إسباني، ولد في 27 ديسمبر 1995 في مونكادا ي ريتشاتش في إسبانيا.

## وصلات خارجية
- كارلوس كويفاس على موقع IMDb (الإنجليزية)
- كارلوس كويفاس على موقع ألو سيني (الفرنسية)
- كارلوس كويفاس على موقع قاعدة بيانات الفيلم (الإنجليزية)
- كارلوس كويفاس على موقع كينوبويسك (الروسية)